# Sainte-Vertu
Sainte-Vertu är en kommun i departementet Yonne i regionen Bourgogne-Franche-Comté i norra Frankrike. Kommunen ligger i kantonen Noyers som tillhör arrondissementet Avallon. År 2022 hade Sainte-Vertu 67 invånare.

## Befolkningsutveckling
Antalet invånare i kommunen Sainte-Vertu
| Referens: INSEE |